# Göran Berger
Lars Göran Berger, född 3 september 1943, är en svensk före detta fotbollsspelare som spelade för Gais åren 1961–1964 och för Degerfors IF 1968–1975.

## Biografi
Berger kom till Gais från Bengtsfors IF som 17-årig junior, och spelade två juniorlandskamper för Sverige 1961. Samma år debuterade han i Gais A-lag, och han spelade 3 matcher (0 mål) i division II säsongen 1961. Året därpå blev det 5 matcher (1 mål) för Berger när Gais gick upp i allsvenskan, och 1964 spelade han 3 allsvenska matcher (0 mål) för klubben. Han trivdes dock inte i storstaden och återvände hem till Bengtsfors IF i division III. 1968 gick han till Degerfors, där han sammanlagt spelade 161 matcher (55 mål) åren 1968–1975.

## Familj
Berger är bror till kulturgeografen Sune Berger samt far till Henrik Berger och farfar till Emil Berger, som båda har spelat fotboll för Degerfors IF.